# Zooey Deschanel
Zooey Claire Deschanel, född 17 januari 1980 i Los Angeles i Kalifornien, är en amerikansk skådespelare och musiker.

## Biografi
Zooey Deschanel är dotter till filmfotografen Caleb Deschanel och skådespelaren Mary Jo Deschanel. Även hennes syster, Emily Deschanel, är skådespelare.
Ett av hennes första framträdanden var i musikvideon till singeln "She's Got Issues" av The Offspring Hon har medverkat i ett flertal Hollywoodfilmer, bland annat Mumford (1999), vilken var hennes debut, och senare i Yes Man (2008) tillsammans med bland andra Jim Carrey. 2011–2018 spelade hon huvudrollen Jess i komediserien New Girl. Deschanel är delkompositör till musiken i serien, där hon även sjunger ledmotivet. Åren 2012, 2013 och 2014 nominerades hon till en Golden Globe i kategorin Bästa kvinnliga huvudroll i en tv-serie – musikal eller komedi för denna serie.
Zooey Deschanel ingår i bandet She & Him, tillsammans med indiemusikern M. Ward. 2008 släppte de sitt första album, Volume One. Uppföljaren, Volume Two, släpptes 2010, och tredje albumet, Volume 3, 2013. Deschanel har uppträtt tillsammans med Jenny Lewis i TV-programmet Elvis Costello med gäster.

## Privatliv
I september 2009 gifte hon sig med sångaren Ben Gibbard. De separerade i november 2011. I januari 2015 meddelade Deschanel att hon förlovat sig med filmproducenten Jacob Pechenik. Paret gifte sig i juni samma år. De fick en dotter i juli 2015 och en son i maj 2017. De skilde sig i juni 2020, efter att ha separerat i september 2019. I augusti 2019 hade Deschanel träffat  den kanadensiske TV-personligheten och -producenten Jonathan Scott (född 1978). De förlovade sig i augusti 2023.

## Filmografi i urval
- 1999 – Mumford
- 2000 – Almost Famous
- 2001 – Manic
- 2002 – Abandon
- 2002 – Big Trouble
- 2002 – The New Guy
- 2002 – The Good Girl
- 2003 – All the Real Girls
- 2003 – Elf
- 2004 – Eulogy
- 2005 – Winter Passing

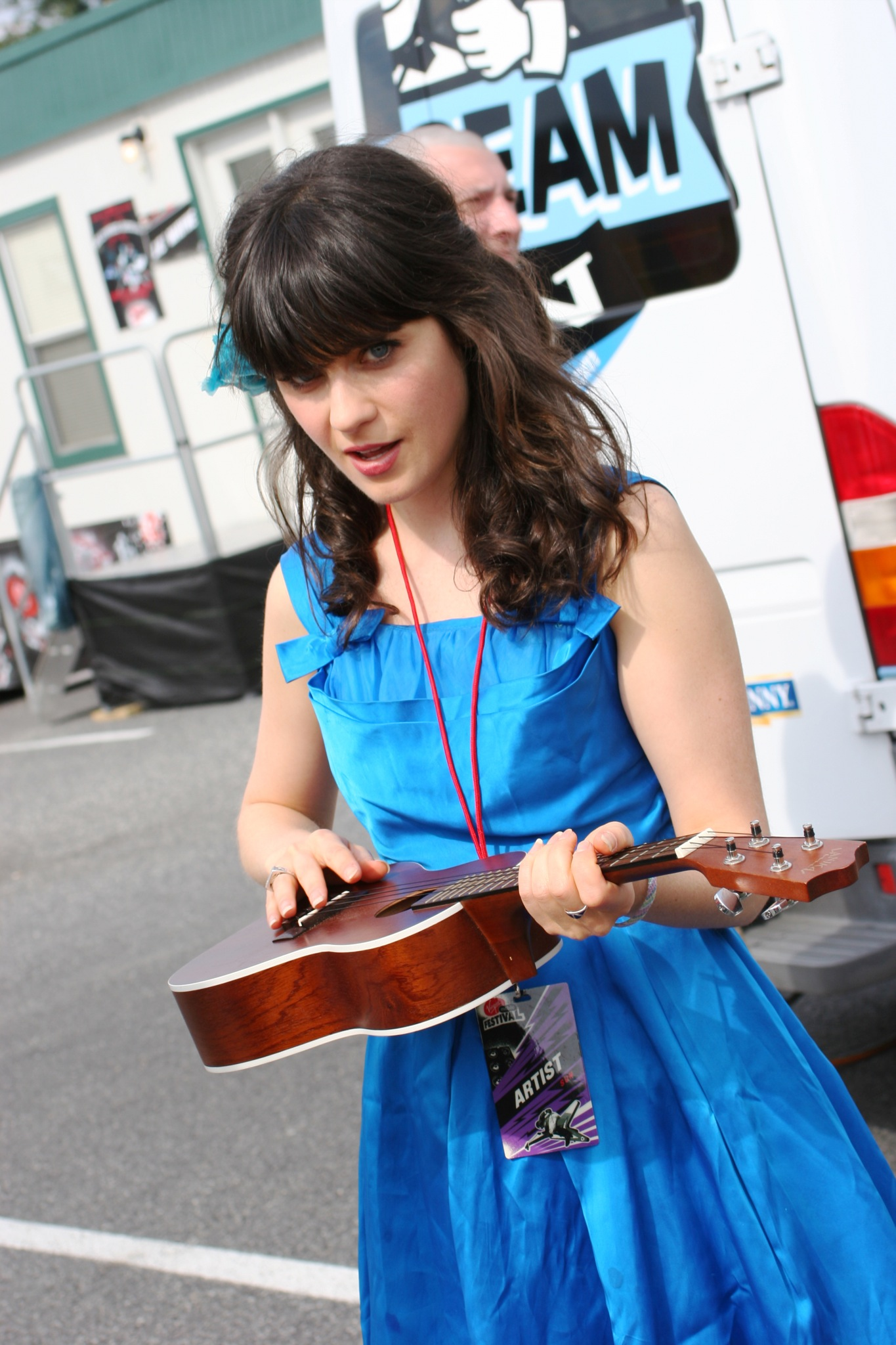
Zooey Deschanel 2008.

- 2005 – Liftarens guide till galaxen
- 2006 – Hemma bäst
- 2006 – Live Free or Die
- 2007 – The Good Life
- 2007 – Bron till Terabitia
- 2007 – The Go-Getter
- 2007 – Tin Man (miniserie på SciFi Channel)
- 2007 – Mordet på Jesse James av ynkryggen Robert Ford
- 2007 – Surf's Up (röst)
- 2008 – Gigantic
- 2008 – The Happening
- 2008 – Yes man
- 2009 – (500) Days of Summer
- 2011 – Our Idiot Brother
- 2011 – Your Highness
- 2012–2018 – New Girl (TV-serie)
- 2015 – Rock the Kasbah
- 2015 – The Driftless Area
- 2016 – Troll (röst som Bridget)
- 2020 – Trolls 2: Världsturnén (röst som Bridget)
- 2022 – Dreamin' Wild
- 2023 – Trolls 3 (röst som Bridget)
- 2024 – Harald och den magiska kritan (röst) (TBR 2 augusti 2024)

## Diskografi (med She & Him)

### Studioalbum
- 2008 – Volume One
- 2010 – Volume Two
- 2011 – A Very She & Him Christmas
- 2013 – Volume 3
- 2014 – Classics
- 2016 – Christmas Party
- 2022 – Melt Away: A Tribute to Brian Wilson